# Grossology
Grossology è una serie animata statunitense-canadese prodotta da Nelvana e trasmessa in Canada su YTV dal 29 settembre 2006 e negli Stati Uniti su Discovery Kids dal 13 gennaio 2007. In Italia è andata in onda prima su Hiro dal 16 febbraio 2009 e poi in chiaro su Boing (da giugno 2010) e su Italia 1 (dal 14 aprile 2012).

## Trama
Ty e Abby sono due adolescenti corrispettivamente fratello e sorella che combattono il crimine lavorando presso il dipartimento di Grossology, un servizio segreto del governo che svolge indagini sui malviventi e i loro reati. Ogni episodio della serie vede la coppia di eroi investigare su fatti realmente scientifici. Aiutati dal loro amico scienziato Sapientino (Lab Rat in originale), il loro capo il Direttore e un detective della polizia, Ty ed Abby lavoreranno sodo per tenere la città al sicuro, mantenendo sempre la loro identità segreta.

## Doppiaggio
Il doppiaggio italiano della serie è stato eseguito presso la Merak Film di Milano sotto la direzione di Federico Danti. L'adattamento dei dialoghi dell'edizione italiana è stato effettuato da Marco Casciola e Laura Brambilla.
| Personaggio                      | Doppiatore originale | Doppiatore italiano |
| -------------------------------- | -------------------- | ------------------- |
| Paul "Sapientino" Squirfenherder | Scott McCord         | Luca Bottale        |
| Ty Archer Meat                   | Michael D. Cohen     | Ruggero Andreozzi   |
| Abby Archer Skeleton             | Krystal Meadows      | Renata Bertolas     |
| Il Direttore                     | David Berni          | Mario Scarabelli    |
| Canceler Paige                   | Melissa Altro        | Caterina Rochira    |

## Sigla italiana
La canzone della sigla italiana "Grossology" scritta da Graziella Caliandro e composta da Fausto Cogliati sotto l'etichetta RTI Music, è cantata da Fabio Ingrosso ed è utilizzata sia in apertura e sia in chiusura di puntata.